# Mohammad Nasser
Mohammad Nasser Shakroun (Basra, 12 marzo 1984) è un calciatore iracheno, attaccante del Naft Al-Janoob.

## Caratteristiche tecniche
Centravanti, può giocare anche come seconda punta.

## Carriera

### Club
Comincia a giocare in patria, all'Arbil. nel 2003 passa all'Al-Talaba. Nell'estate 2005 viene acquistato dall'Al-Khor, squadra della massima serie qatariota. Nel gennaio 2006 si trasferisce a Cipro, all'Apollon Limassol. Nel 2007 passa al Bargh Shiraz, squadra della massima serie iraniana. Nel 2008 viene acquistato dall'Esteghlal Ahvaz. Nel 2009 si trasferisce allo Shahin Bushehr. Nel 2010 torna in patria, all'Al-Minaa. Nel 2012 viene acquistato dal Naft Al-Janoob.

### Nazionale
Ha debuttato in Nazionale il 26 marzo 2005, nell'amichevole Australia-Iraq (2-1), in cui ha siglato la rete del momentaneo 0-1. Ha partecipato, con la Nazionale, alla Coppa d'Asia 2007. Ha collezionato in totale, con la maglia della Nazionale, 19 presenze e 6 reti.

## Palmarès

### Club

#### Competizioni nazionali
- Campionato cipriota: 1

Apollōn Limassol: 2005-2006

### Nazionale
- Coppa d'Asia: 1

2007